# Ole Paus

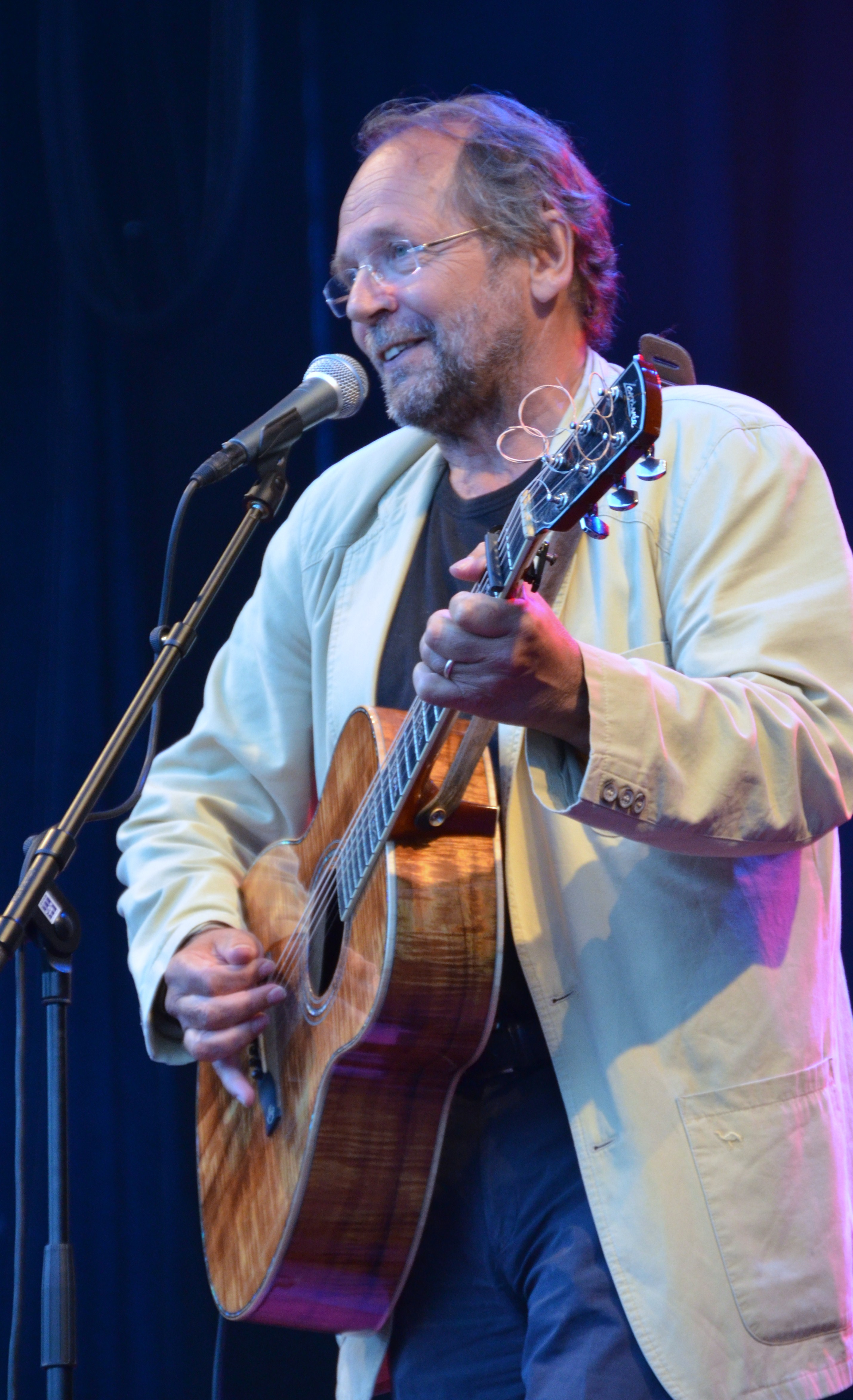
Ole Paus uppträder i Bamle 2011.

Ole Christian Paus, född 9 februari 1947 i Oslo, död 12 december 2023 i Drammen, (ˈuːlə pæʉs) var en norsk vissångare, gitarrist, kompositör och text- och revyförfattare. Han hade en stor produktion som sträckte sig från nidvisor och protestsånger till kärlekssånger, kyrkomusik och psalmtolkningar. Han gav ut runt 40 musikalbum, romaner, dikter, revyer, reseskildringar och libretton. En röd tråd var hans säregna individualistiska, samhällskritiska och upproriska ståndpunkt där han stod "orädd upp för de svagaste mot makten."

## Bakgrund
Han tillhörde släkten Paus och var son till general Ole (Otto Cicin von) Paus och far till kompositören Marcus Paus. Hans farfar Thorleif (von) Paus var svensk–norsk och senare norsk generalkonsul i Wien, och godsägare i Skåne.

## Biografi
Ole Paus var en av Norges mest kända kompositörer, och en av de mest allsidiga textförfattarna och vissångarna. Han var väldigt produktiv, gav ut mer än 20 album, och stod bakom ett stort antal revyer, böcker och samarbetsprojekt med andra artister.
Ole Paus texter är ofta både verklighetsnära, satiriska och med funderingar runt livet. Han kritiserade ofta borgerskapet, och dyrkade bohemens fria liv. Paus studerade filosofi och historia. 23 år gammal, 1970,  spelade han in sitt första album, Der ute - der inne. Paus visade en stor talang, med sympati för alkoholisterna och nattmänniskorna, på samma gång som han kritiserade topparna i samhället. Albumet satte en slags standard för visor i Norge på 1970-talet. Efter det har albumen, och böckerna, kommit ofta, samt dessutom diverse revyföreställningar.
Bland hans album hade han bland annat ett historiskt samarbete, på albumet Garman (1973), med rockbandet The Pussycats. Albumet räknas som en klassiker bland norska vis/rockalbum. Det innehåller några av hans mest kända låtar som "Nå kommer jeg og tar deg", "Leieboer" och "Ingenting å være redd for". Vidare har han samarbetat mycket med Kjetil Bjørnstad. Det samarbetet inleddes på albumet Blues for Pyttsan Jespersens pårørende (1973). Andra musiker på det albumet var den amerikanske gitarristen Stefan Grossmann och medlemmar av Popol Vuh.
Han har varit sjungande redaktör i sin egen ljudtidning. År 1982 startade han samarbete med musikern Jonas Fjeld. Detta resulterade i albumet Noen der oppe (1982). På detta album hörs en mer rockig och kraftfull Ole Paus. Saftig satir, med blandning av en skarp och tuff tunga, och fängslande melodier. Albumet innehåller låtar som "Selv sopere har et hjørne i himmelen" och "Alt var mye bedre under krigen". Samarbetet Fjeld/Paus fortsatte på flera album. Paus har också gjort flera revyer som har blivit populära.
På 1990-talet överraskade han med att tolka psalmer tillsammans med Mari Boine och Kari Bremnes. Resultatet var uppseendeväckande. Med hans känslosamma tolkning blev "Nærmere deg min Gud" något mer än en psalm. Det blev en känsloladdad bön från en naken och ärlig själ. Han gav psalmen ett nytt liv med sin speciella tolkning.
På senare år var han känd för samarbetet med sångaren, komponisten och gitarristen Jonas Fjeld. Samarbetet Paus/Fjeld fortsatte, och de blev till en duo. Det resulterade i albumen To rustne herrer (1996), Damebesøk (1997), Tolv rustne strenger (2002), och Hvis helsa holder - The album (2016). Han har varit involverad i diverse album, varit med mycket på TV och blev 2015 medlem i "Rockheim Hall Of Fame".

## Diskografi (urval)
Album
- Der ute - der inne (1970)
- Garman (med The Pussycats) (1972)
- Blues for Pyttsan Jespersens pårørende (1973)
- Ole Bull Show (1973)
- Zarepta (1974)
- Lise Madsen, Moses og de andre (med Ketil Bjørnstad) (1975)
- Ekte Paus (1975)
- I anstendighetens navn (1976)
- Paus-posten (1977)
- Nye Paus-posten (1977)
- Sjikaner i utvalg (1978)
- Siste Paus-posten (1978)
- Leve Patagonia (med Ketil Bjørnstad och flera artister) (1978)
- Kjellersanger (1979)
- Noen der oppe (1982)
- Bjørnstad/Paus/Hamsun (med Ketil Bjørnstad) (1982)
- Svarte ringer (1982)
- Grensevakt (1984)
- Muggen manna (1986)
- Stjerner i rennesteinen (1989)
- Salmer på veien hjem (med Kari Bremnes og Mari Boine Persen) (1991)
- Biggles' testamente (1992)
- Mitt lille land (Promo) (1994)
- Jeg kaller det vakker musikk: Hjemmevant utenfor - Ca. 40 Beste (1994)
- Hva hjertet ser (1995)
- Stopp pressen! Det grøvste fra Paus-posten (1995)
- To rustne herrer (med Jonas Fjeld) (1996)
- Pausposten Extra! (1996)
- Det begynner å bli et liv (med Oslo Kammerkor]) (1998)
- Damebesøk (med Jonas Fjeld) (1998)
- Den velsignede (2000)
- Kildens bredd (med Ketil Bjørnstad) (2002)
- Tolv rustne strenger (med Jonas Fjeld) (2003)
- Profeten - Kahlil Gibran (med Ketil Bjørnstad) (2003)
- En bøtte med lys (2004)
- Sanger fra et hvitmalt gjerde i sjelen (2005)
- Jul i Skippergata (2006)
- Den Store Norske Sangboka (2007)
- Paus synger Paus (2009)
- Dugnad for Haiti - Live fra Operaen (med flera artister) (2010)
- Mitt lille land (med flera artister (2011)
- Avslutningen (2013)
- Frolandia (2015)
- Hvis helsa holder - The Album (samarbetet Fjeld och Ole Paus) (2016)
- Sanger fra gutterommet (2016)

## Revyer
- Ikke gjør som mora di sier (1987)
- For fattig og rik (1988)
- Norge mitt Norge (1991)
- Sammen igjen (1992)

## Opera
- Heksene (libretto av Ole Paus, musik av Marcus Paus) (2007)

## Priser
- Spellemannprisen 1976 i klassen vissångare
- Gammleng-prisen i klassen visor, 1995
- Spellemannprisen 1998, juryns hederspris
- Lytterprisen, 1999
- Alf Prøysens Ærespris, 2001
- Spellemannprisen 2014, årets speleman